# Leandra niangaeformis
Leandra niangaeformis är en tvåhjärtbladig växtart som beskrevs av Célestin Alfred Cogniaux. Leandra niangaeformis ingår i släktet Leandra och familjen Melastomataceae. Inga underarter finns listade i Catalogue of Life.